# Volkswagen up!
Volkswagen up! este produs de compania auto germană Volkswagen. Mașina este oferită în 3 nivele de echipare: take up!, move up! și high up!.
Volkswagen up! este prima mașină din această clasă care oferă opțional sistemul City Emergency Braking, care este activ la viteze mai mici de 30 km/h și se bazează pe senzori cu laser pentru detectarea situațiilor care pot duce la coliziuni, acționând din timp sistemul de frânare.